# Grand Prix automobile d'Autriche 1997
GP précédent GP suivant
Le Grand Prix automobile d'Autriche 1997 (Grosser Preis von Österreich 1997), disputé sur l'A1 Ring en Autriche le 21 septembre 1997, est la 611e épreuve de l'histoire du championnat du monde de Formule 1 courue depuis 1950 et la quatorzième manche du championnat 1997.

## Résultats des qualifications
Tarso Marques sur Minardi est disqualifié pendant les qualifications car sa monoplace présente un poids inférieur au règlement.
| Pos.                      | No | Pilote                | Écurie            | Temps    | Écart  | Tours |
| ------------------------- | -- | --------------------- | ----------------- | -------- | ------ | ----- |
| 1                         | 3  | Jacques Villeneuve    | Williams-Renault  | 1:10.304 |        | 12    |
| 2                         | 9  | Mika Häkkinen         | McLaren-Mercedes  | 1:10.398 | +0.094 | 12    |
| 3                         | 14 | Jarno Trulli          | Prost-Mugen-Honda | 1:10.511 | +0.207 | 12    |
| 4                         | 4  | Heinz-Harald Frentzen | Williams-Renault  | 1:10.670 | +0.366 | 11    |
| 5                         | 22 | Rubens Barrichello    | Stewart-Ford      | 1:10.700 | +0.396 | 12    |
| 6                         | 23 | Jan Magnussen         | Stewart-Ford      | 1:10.893 | +0.589 | 12    |
| 7                         | 1  | Damon Hill            | Arrows-Yamaha     | 1:11.025 | +0.721 | 10    |
| 8                         | 6  | Eddie Irvine          | Ferrari           | 1:11.051 | +0.747 | 11    |
| 9                         | 5  | Michael Schumacher    | Ferrari           | 1:11.056 | +0.752 | 11    |
| 10                        | 10 | David Coulthard       | McLaren-Mercedes  | 1:11.076 | +0.772 | 12    |
| 11                        | 11 | Ralf Schumacher       | Jordan-Peugeot    | 1:11.186 | +0.882 | 12    |
| 12                        | 16 | Johnny Herbert        | Sauber-Petronas   | 1:11.210 | +0.906 | 10    |
| 13                        | 17 | Gianni Morbidelli     | Sauber-Petronas   | 1:11.261 | +0.957 | 12    |
| 14                        | 12 | Giancarlo Fisichella  | Jordan-Peugeot    | 1:11.299 | +0.995 | 12    |
| 15                        | 7  | Jean Alesi            | Benetton-Renault  | 1:11.382 | +1.078 | 11    |
| 16                        | 15 | Shinji Nakano         | Prost-Mugen-Honda | 1:11.596 | +1.292 | 11    |
| 17                        | 2  | Pedro Diniz           | Arrows-Yamaha     | 1:11.615 | +1.311 | 7     |
| 18                        | 8  | Gerhard Berger        | Benetton-Renault  | 1:11.620 | +1.316 | 11    |
| 19                        | 20 | Ukyo Katayama         | Minardi-Hart      | 1:12.036 | +1.732 | 12    |
| 20                        | 18 | Jos Verstappen        | Tyrrell-Ford      | 1:12.230 | +1.926 | 12    |
| Dsq.                      | 21 | Tarso Marques         | Minardi-Hart      | 1:12.304 | +2.000 | 12    |
| 21                        | 19 | Mika Salo             | Tyrrell-Ford      | 1:14.246 | +3.942 | 6     |
| Règle des 107% : 1:15.225 |    |                       |                   |          |        |       |

## Classement
| Pos. | No | Pilote                | Écurie            | Tours | Temps/Abandon                      | Grille | Points |
| ---- | -- | --------------------- | ----------------- | ----- | ---------------------------------- | ------ | ------ |
| 1    | 3  | Jacques Villeneuve    | Williams-Renault  | 71    | 1 h 27 min 35 s 999 (210,228 km/h) | 1      | 10     |
| 2    | 10 | David Coulthard       | McLaren-Mercedes  | 71    | + 2 s 909                          | 10     | 6      |
| 3    | 4  | Heinz-Harald Frentzen | Williams-Renault  | 71    | + 3 s 962                          | 4      | 4      |
| 4    | 12 | Giancarlo Fisichella  | Jordan-Peugeot    | 71    | + 12 s 127                         | 14     | 3      |
| 5    | 11 | Ralf Schumacher       | Jordan-Peugeot    | 71    | + 31 s 859                         | 11     | 2      |
| 6    | 5  | Michael Schumacher    | Ferrari           | 71    | + 33 s 410                         | 9      | 1      |
| 7    | 1  | Damon Hill            | Arrows-Yamaha     | 71    | + 37 s 207                         | 7      |        |
| 8    | 16 | Johnny Herbert        | Sauber-Petronas   | 71    | + 49 s 057                         | 12     |        |
| 9    | 17 | Gianni Morbidelli     | Sauber-Petronas   | 71    | + 1 min 06 s 455                   | 13     |        |
| 10   | 8  | Gerhard Berger        | Benetton-Renault  | 70    | + 1 tour                           | 18     |        |
| 11   | 20 | Ukyo Katayama         | Minardi-Hart      | 69    | + 2 tours                          | 19     |        |
| 12   | 18 | Jos Verstappen        | Tyrrell-Ford      | 69    | + 2 tours                          | 20     |        |
| 13   | 2  | Pedro Diniz           | Arrows-Yamaha     | 67    | Moteur                             | 17     |        |
| 14   | 22 | Rubens Barrichello    | Stewart-Ford      | 64    | Sortie de piste                    | 5      |        |
| Abd. | 14 | Jarno Trulli          | Prost-Mugen-Honda | 58    | Moteur                             | 3      |        |
| Abd. | 23 | Jan Magnussen         | Stewart-Ford      | 58    | Moteur                             | 6      |        |
| Abd. | 15 | Shinji Nakano         | Prost-Mugen-Honda | 57    | Moteur                             | 16     |        |
| Abd. | 19 | Mika Salo             | Tyrrell-Ford      | 48    | Boîte de vitesses                  | 21     |        |
| Abd. | 6  | Eddie Irvine          | Ferrari           | 38    | Collision                          | 8      |        |
| Abd. | 7  | Jean Alesi            | Benetton-Renault  | 37    | Collision                          | 15     |        |
| Abd. | 9  | Mika Häkkinen         | McLaren-Mercedes  | 1     | Moteur                             | 2      |        |
| Dsq. | 21 | Tarso Marques         | Minardi-Hart      |       | Disqualifié                        |        |        |

## Pole position et record du tour
- Pole position : Jacques Villeneuve en 1 min 10 s 304 (vitesse moyenne : 221,364 km/h).
- Meilleur tour en course : Jacques Villeneuve en 1 min 11 s 841 au 36e tour (vitesse moyenne : 216,710 km/h).

## Tours en tête
- Jarno Trulli : 37 (1-37)
- Jacques Villeneuve : 31 (38-40 / 44-71)
- Michael Schumacher : 2 (41-42)
- David Coulthard : 1 (43)

## Statistiques
- 10e victoire pour Jacques Villeneuve.
- 102e victoire pour Williams en tant que constructeur.
- 94e victoire pour Renault en tant que motoriste.
- 1ers tours en tête pour Jarno Trulli.